# Remscheider Straße 45

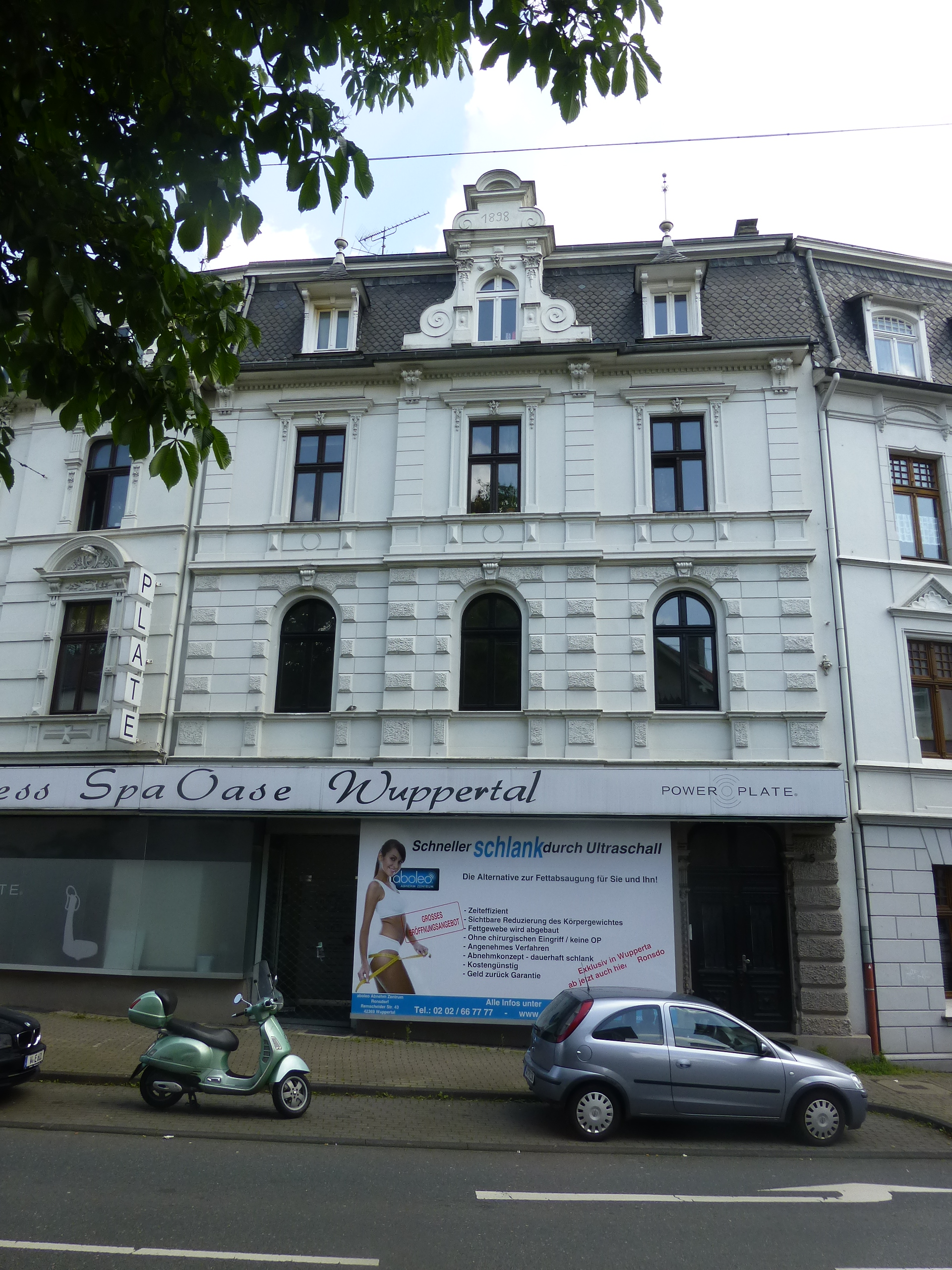
Wuppertal Remscheider Straße 45, 2014

Das Wohn- und Geschäftshaus Remscheider Straße 45 ist ein heute denkmalgeschütztes Gebäude in der bergischen Großstadt Wuppertal in Nordrhein-Westfalen.

## Lage und Historie
Das Haus steht an der östlichen Seite der Remscheider Straße im Ortsteil bzw. Stadtbezirk Ronsdorf (Stadtquartier Ronsdorf-Mitte/Nord). Das Gebäude bildet eine optische Einheit mit den etwa gleichzeitig und im selbigen Stil erbauten angrenzenden Häusern Remscheider Straße 43 und 47. Das ehemals unmittelbar nördlich angrenzende Baudenkmal Remscheider Straße 41 war ein Schieferhaus, das aufgrund lang anhaltender Instandhaltungsvernachlässigung baufällig wurde und nicht mehr erhalten werden konnte. Es wurde daher bereits etwa 2002 aus der Denkmalliste gestrichen, in der Folgezeit gänzlich abgerissen und durch einen Neubau ersetzt. Nur wenige Meter weiter nördlich stehen die Baudenkmale Remscheider Straße 33 und 35. An der gegenüberliegenden Straßenseite sind die Häuser Remscheider Straße 30 und 46 sowie die ehemalige Preußische Bandwirkerschule (Remscheider Straße 50) und der nahegelegene Steigerturm Ronsdorf ebenfalls denkmalgeschützt.
Das Haus wurde, wie die sich nördlich und südlich befindenden und ebenfalls unter Denkmalschutz stehenden Nachbargebäude (Hausnummern 43 und 47) im ausgehenden 19. Jahrhundert (1898) errichtet.

## Beschreibung und heutige Nutzung

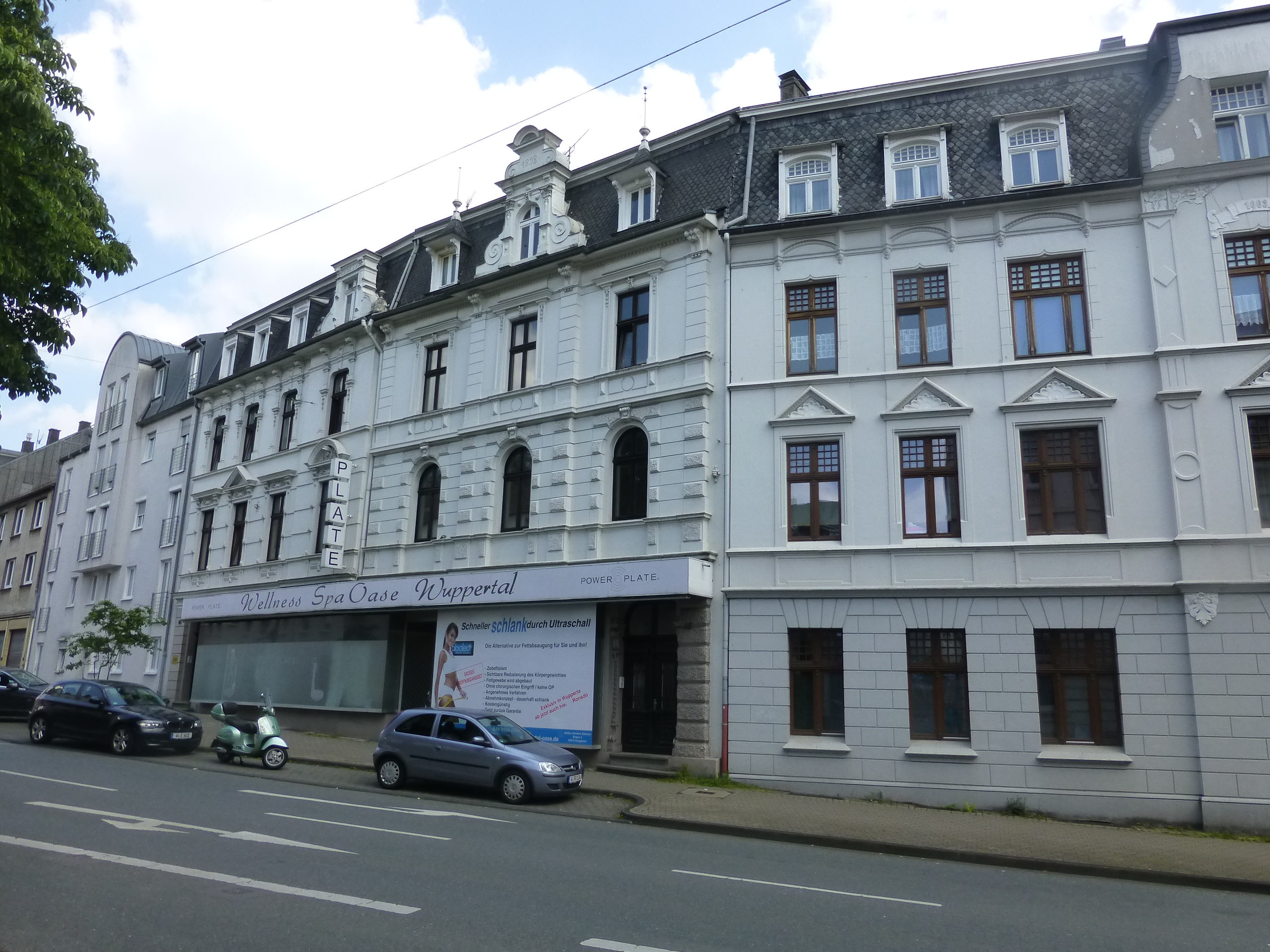
Wuppertal Remscheider Straße 45 (Mitte), 2014

Das aus Stein errichtete dreiachsige Gebäude besteht aus drei Vollgeschossen über dem (aufgrund der leichten Hanglage) zur Rückseite hin ebenerdig zugänglichen Hauskeller und besitzt ein verschiefertes Mansarddach mit Dachgauben. Der einachsige Mittelrisalit wird überragt von einem Ziergiebel im Dachgeschoss. Die gegliederte und verputzte Fassade an der Straßenfront ist weiß gestrichen und besitzt historisierende Stilornamente wie Fensterfriese und ein Traufgesims unter dem Mansarddach.
Im Erdgeschoss des sich in privatem Besitz befindlichen Hauses gibt es ein Ladenlokal, dessen Geschäftsräume sich auch auf die Parterreräume des Nachbarhauses 43 erstrecken. Ursprünglich vom Einzelhandel genutzt befindet sich heute hier der AKRES Verlag mit angegliederter Bürogemeinschaft (Coworking). Darin sind verschiedene Dienstleister und Angehörige der Freien Berufe tätig. Die oberen Etagen werden als Wohnungen genutzt. Die zur Straße Am Stadtbahnhof hin ausgerichtete Rückseite des Hauses besitzt einen Anbau und ist bis auf die Kelleretage komplett verschiefert.

## Denkmalschutz
Das gesamte Gebäude wurde am 7. März 1988 unter der Nummer 1308 in die Denkmalliste der Stadt Wuppertal eingetragen. Mit Datum vom 4. November 2020 wurde durch die Stadtverwaltung Wuppertal eine neue denkmalrechtliche und baurechtliche Genehmigung für die Außenwerbung des dort ansässigen Büros für Sprachdienstleistungen erteilt.